# Hyattville (Wyoming)
Hyattville es un lugar designado por el censo ubicado en el condado de Big Horn en el estado estadounidense de Wyoming. En el año 2010 tenía una población de 75 habitantes y una densidad poblacional de 7.14 personas por km².

## Geografía
Hyattville se encuentra ubicado en las coordenadas 44°14′59.7″N 107°36′54.61″O / 44.249917, -107.6151694. Según la Oficina del Censo, la localidad tiene un área total de 10,5 km² (4,1 mi²), de la cual 10,5 km² (4,1 mi²) es tierra y 0 km² (0 mi²) (0.0%) es agua.

### Localidades adyacentes
El siguiente diagrama muestra a las localidades en un radio de 68 kilómetros (42,3 mi) de Hyattville.

## Demografía
En el 2000 la renta per cápita promedia del hogar era de $23.125, y el ingreso promedio para una familia era de $45.625. El ingreso per cápita para la localidad era de $20.324. En 2000 los hombres tenían un ingreso per cápita de $29.375 contra $17.813 para las mujeres. Alrededor 6.5 de la población estaba bajo el umbral de pobreza nacional.